# Владимиров, Никита Сергеевич
Владимиров, Никита Сергеевич (род. 25 июля 1992 года, Оберхаузен) — кино- и театральный режиссёр и продюсер. Лауреат премии «Прорыв» в номинации «Лучший театральный менеджер» (2018), обладатель приза Лучшему молодому продюсеру России кинофестиваля «Новое движение» (2025).

## Биография
Старший из двух детей в семье предпринимателя и политика Сергея Тарасова и актрисы Варвары Владимировой, внук народных артистов СССР Игоря Владимирова и Алисы Фрейндлих. Рос и окончил школу в Санкт-Петербурге. В школьные годы увлекался игрой на бильярде. Учился в Санкт-Петербургском университете кино и телевидения, в Москве в Театральном институте имени Бориса Щукина. Окончил Школу-студию МХАТ (продюсерский факультет) и магистратуру МГИМО по курсу «Маркетинг в индустрии развлечений». Пробовал себя в актёрстве, но предпочёл деятельность продюсера. Определившись с профессией, взял фамилию деда.
Набирался опыта в продюсировании ещё в студенческие годы, подрабатывая в разных местах. На телевидении в программе «Вечерний Ургант» выполнял административные обязанности, был продюсером программы радиостанции Москва FM. Организовал производство видеоклипов популярных исполнителей. В должности второго режиссёра занимался организационными делами на съёмках фильма «Хороший мальчик».
Самостоятельные продюсерские работы в театре и кино принесли Владимирову известность и признание в профессиональной среде. На кинофестивале «Новое движение» 2025 года он награждён призом лучшему молодому продюсеру России.
В мае 2025 года Владимиров назначен руководителем Театрального центра СТД «На Страстном».
Живет в Москве, воспитывает сына.

### Работы в театре
Владимиров продюсировал мюзикл Егора Дружинина «Летучий корабль» по мотивам советского мультфильма. За выпуск и прокат этого спектакля в 2018 году получил Санкт-Петербургскую театральную премию для молодых актёров, режиссёров и художников «Прорыв» в номинации «Лучший театральный менеджер».
Был продюсером театральных постановок пьес Ивана Вырыпаева: в Санкт-Петербурге «Иллюзии» (режиссёр Войцех Урбаньски, 2016) и «Летние осы кусают нас даже в ноябре» (БДТ, режиссёр Александр Баргман, 2017), пьесы «Солнечная линия» в Москве (ЦИМ, режиссёр Виктор Рыжаков, 2017; номинант премии «Золотая маска» в пяти номинациях) и Санкт-Петербурге (Александринский театр, режиссёр Евгения Беркович, 2018).
Самостоятельная режиссёрская работа — детский музыкальный спектакль «Голубой щенок» в Московском театре Олега Табакова (2020): идея создания театральной постановки по мотивам мультфильма в театре, до этого не имевшем в репертуаре детских спектаклей, принадлежала Владимирову и была поддержана его художественным руководителем В. Машковым.

### Работы в кино
Первая крупная работа Владимирова в кино — продюсирование в 2017 году фильма «Карп отмороженный», получившего приз зрительских симпатий на Московском международном кинофестивале — оценивается прессой как «яркий дебют».
Для своей следующей продюсерской работы, документального фильма об Алисе Фрейндлих «Алиса. Волнение», Владимиров написал сценарий.
Режиссёрским дебютом в кино стал в 2021 году фильм «Бабки» по собственному сценарию, за ним последовала трагикомедия «Родители строгого режима».
В качестве киноактёра Владимиров появился на экране в эпизодических ролях в сериале «Отличница» (2017) и фильме «Доктор Лиза» (2020) режиссёра Оксаны Карас.

#### Фильмография
Режиссёр
- 2022 — Бабки
- 2022 — Родители строгого режима
- 2022 — Я на перемотке!
- 2024 — Никогда не поздно!

Сценарист
- 2020 — Алиса. Волнение (документальный)
- 2022 — Бабки

Продюсер
- 2017 — Карп отмороженный (реж. Владимир Котт, приз зрительских симпатий ММКФ, 2020)
- 2020 — Алиса. Волнение (документальный, реж. Денис Клеблеев)
- 2020 — Конец фильма (реж. Владимир Котт)
- 2021 — День мёртвых (реж. Виктор Рыжаков)
- 2021 — Холодно (короткометражный, реж. Данил Иванов)
- 2022 — Бабки
- 2022 — Родители строгого режима
- 2022 — Я на перемотке!
- 2024 — В баню! (реж. Данил Иванов)
- 2024 — Никогда не поздно!
- 2024 — Операция «Холодно» (реж. Данил Иванов; главный приз кинофестиваля «Зимний», 2024 г.[20])